# Van Gogh Múzeum
A Van Gogh Múzeum (hollandul Van Gogh Museum) Amszterdamban található. Ez a legnagyobb Vincent van Gogh festmény- és rajzgyűjtemény a világon. A múzeumot 1973-ban nyitották meg, Gerrit Rietveld tervei alapján épült.

## Látnivalók
A gyűjtemény Vincent van Gogh mintegy 200 festményét, 500 rajzát és 700 levelét tartalmazza. A múzeumban a névadó festményei, rajzai vannak kiállítva. A múzeum más 19. századi holland festők gyűjteményeivel is rendelkezik, könyvtára mintegy 24000 kötetet foglal magában, elsősorban a 19. századi művészetekről szóló tanulmányokat. Megtekinthetjük itt a festő japánmetszet-gyűjteményét is, s más 19. századi holland festők műveit. Van Gogh levelezése kapcsán természetesen számos levél, írás található Van Gogh testvérétől, Theótól is.

## A gyűjtemény története
Vincent van Gogh az ő életében mindössze két festményt értékesített. Hagyatéka, öccse Theo van Gogh öröksége lett. Theo halála után felesége birtokába került a hagyaték, ő adott el pár munkát, de a hagyaték reprezentatív részét, nagy többségét egyben tartotta. Az özvegy halála (1925) után fia, Vincent Willem van Gogh tulajdonába került az örökség. Ő 1960-ban megalapította a Vincent van Gogh Alapítványt. Willem és három túlélő gyermekéé az alapítvány, s a holland kormányt is képviseli egy személy. 1962. július 21-én megállapodást írt alá a holland állam és Vincent van Gogh Alapítvány, melynek keretében alapítványi pénz, Van Gogh és Paul Gauguin 200 festménye, 400 rajz és Van Gogh összes levele a holland állam tulajdonába került, ez vetette meg a Van Gogh Múzeum alapját.

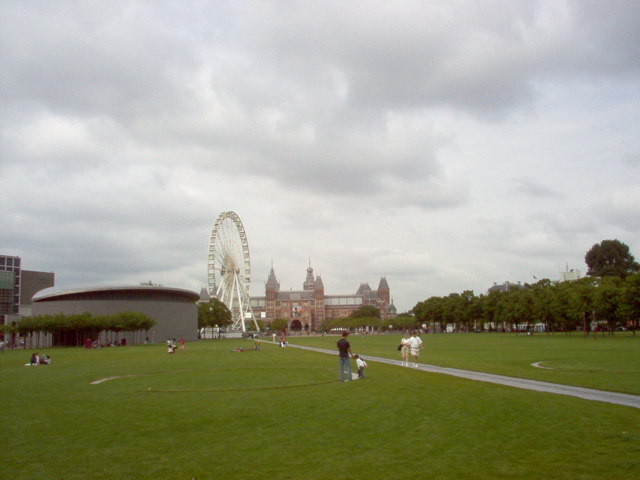
A múzeum új szárnya (1999)

A gyűjtemény fő értéke a Van Gogh hagyaték, amely az expresszionizmust képviseli, de kortársai vagy az ő hatása alatt is dolgozó fauvisták és a korai absztrakt művészek anyaga is jelentős képviseletet kapott a múzeumban (Paul Gauguin, Claude Monet, Pablo Picasso, Georges Seurat, Paul Signac, Henri de Toulouse-Lautrec). 
A Van Gogh Múzeum ma már két épületből áll, az eredeti főépületet 1973-ban nyitották meg, a főépület tervezője a holland állam megbízásából Gerrit Rietveld, 1964-ben bekövetkezett halála miatt két partnere (Joan van Dillen és J. A Tricht) további tervei és irányítása mellett került sor az építkezés befejezésére. Egy új épületszárny építésére az 1990-es évek végén került sor japán alapítvány (Yasuda Biztosító Társaság, Tokió) segítségével. Az új szárny 1999-ben került átadásra, időszaki kiállítások, kulturális rendezvények számára biztosít lehetőséget.

## A kiállításokról

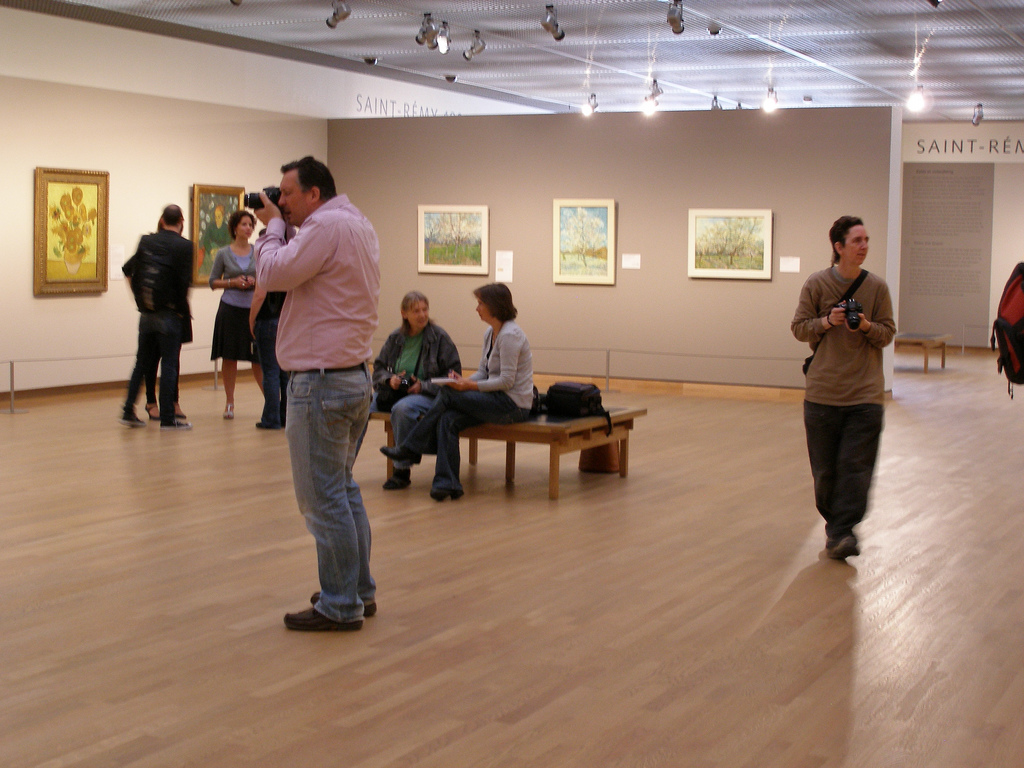
Enteriőr a múzeumból, 12. szoba (2009)

A Van Gogh Múzeum nevezetes kiállításaival évente mintegy másfél millió látogatót vonz. 2002. február 9. és június 2. közt egy kiállítást szenteltek Van Gogh és Paul Gauguin barátságának és kapcsolatának. 2006-ban Rembrandt és Caravaggio kiállításukkal arattak sikert. 2007-ben Vincent van Gogh és az expresszionizmus című kiállításuk keltett feltűnést, amelyen 20 Van Gogh mű mellett további 40 expresszionista kép lett kiállítva, mely megmutatta, milyen mély stílusbeli rokonság áll fenn Van Gogh és a német, osztrák expresszionisták közt. 2009-ben Van Gogh és a színek az éjszakája című tematikus kiállításukkal érdemelték ki a közönség figyelmét. Mindez csak néhány példa a múzeum munkatársainak szakszerű tevékenységéből. Vándorkiállításaikkal mind hazájukban, mind külföldön sikereket értek és érnek el. Jelentős hozzájárulások a gyermekek és a fiatalok képzőművészeti oktatásához, műhelyeket tartanak fent számukra.

## Van Gogh képek a múzeumból

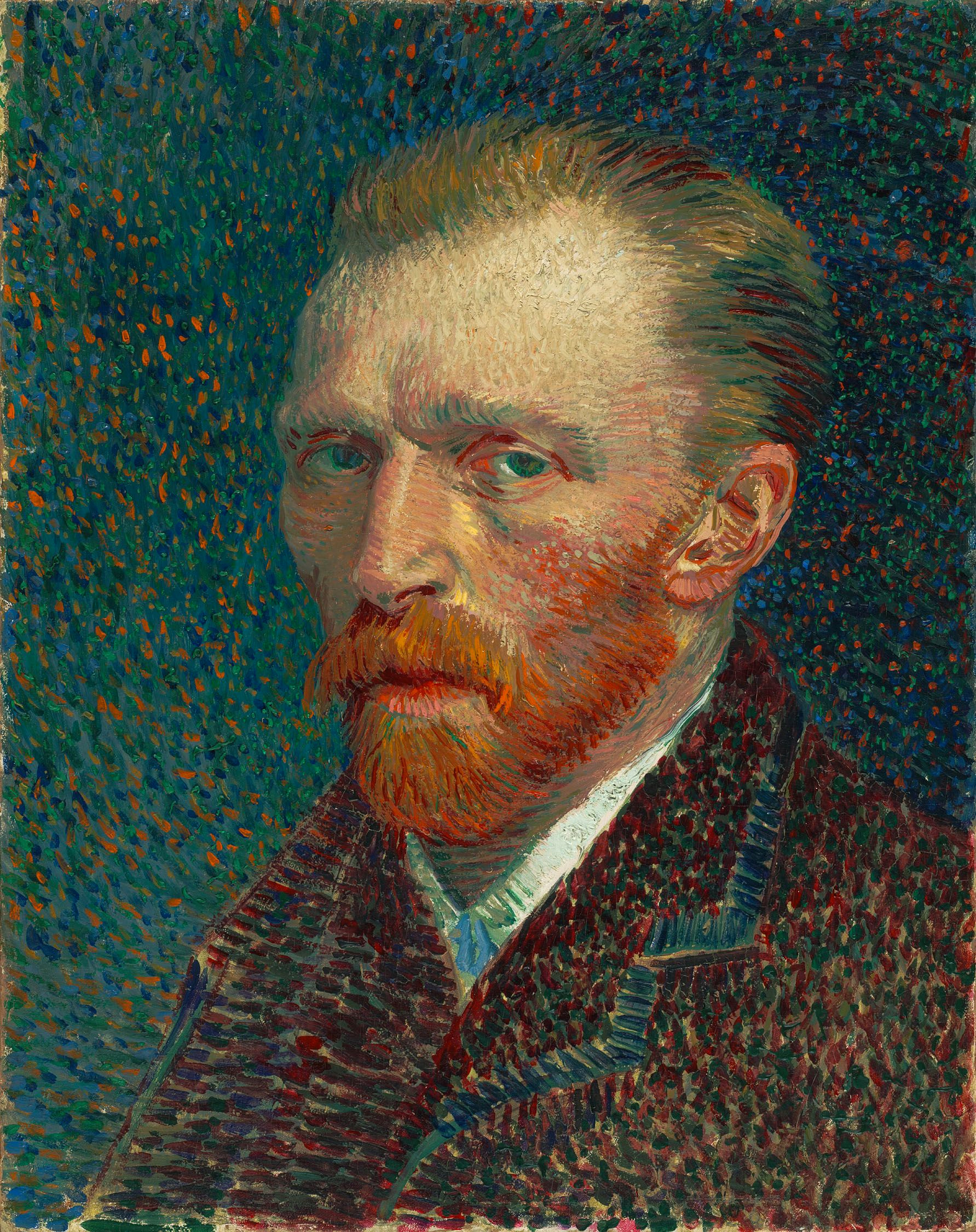
Önarcképe (1887)
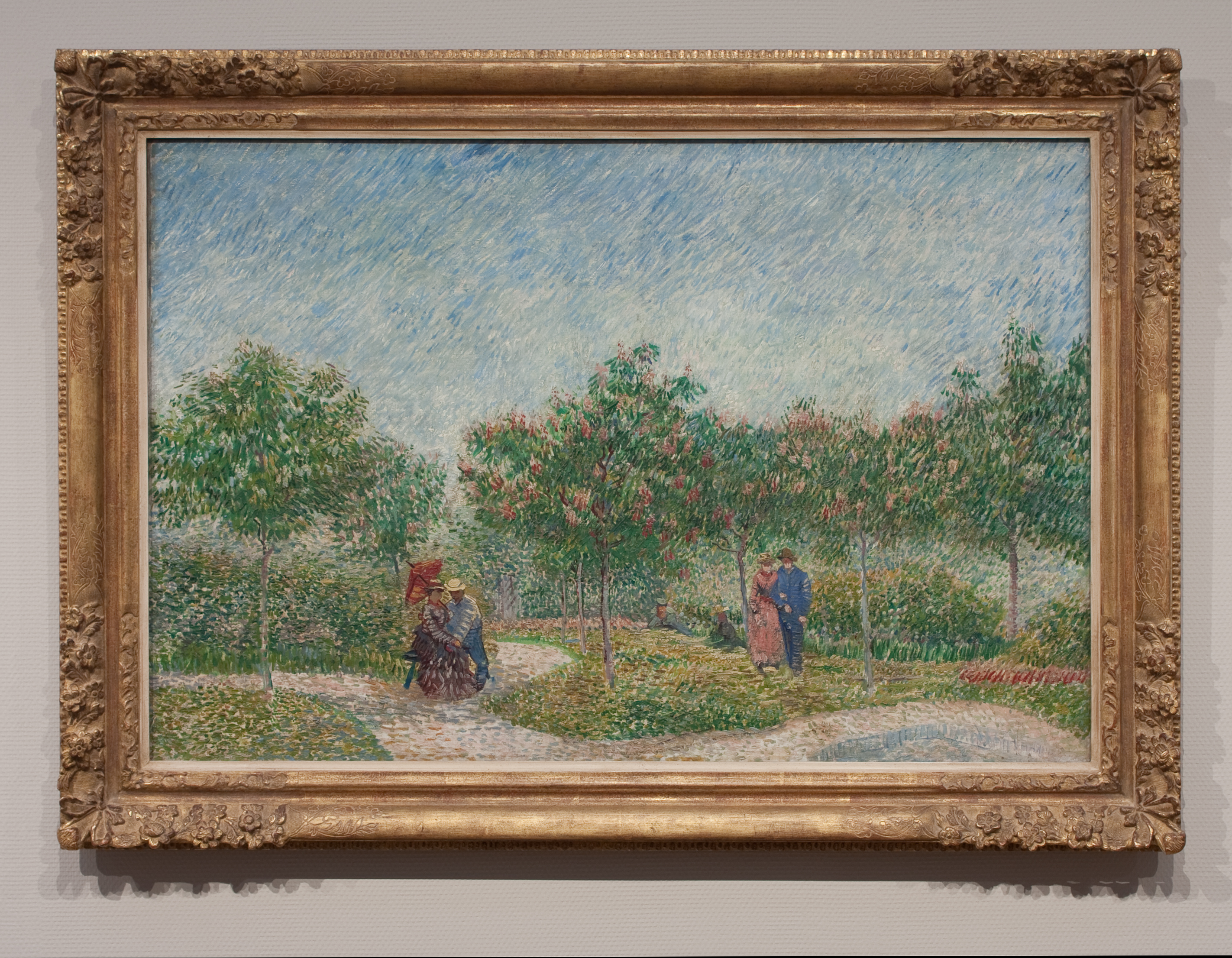
Párok udvarlása a Voyer d'Argenson Parkban (Asnières-sur-Seine, 1887)
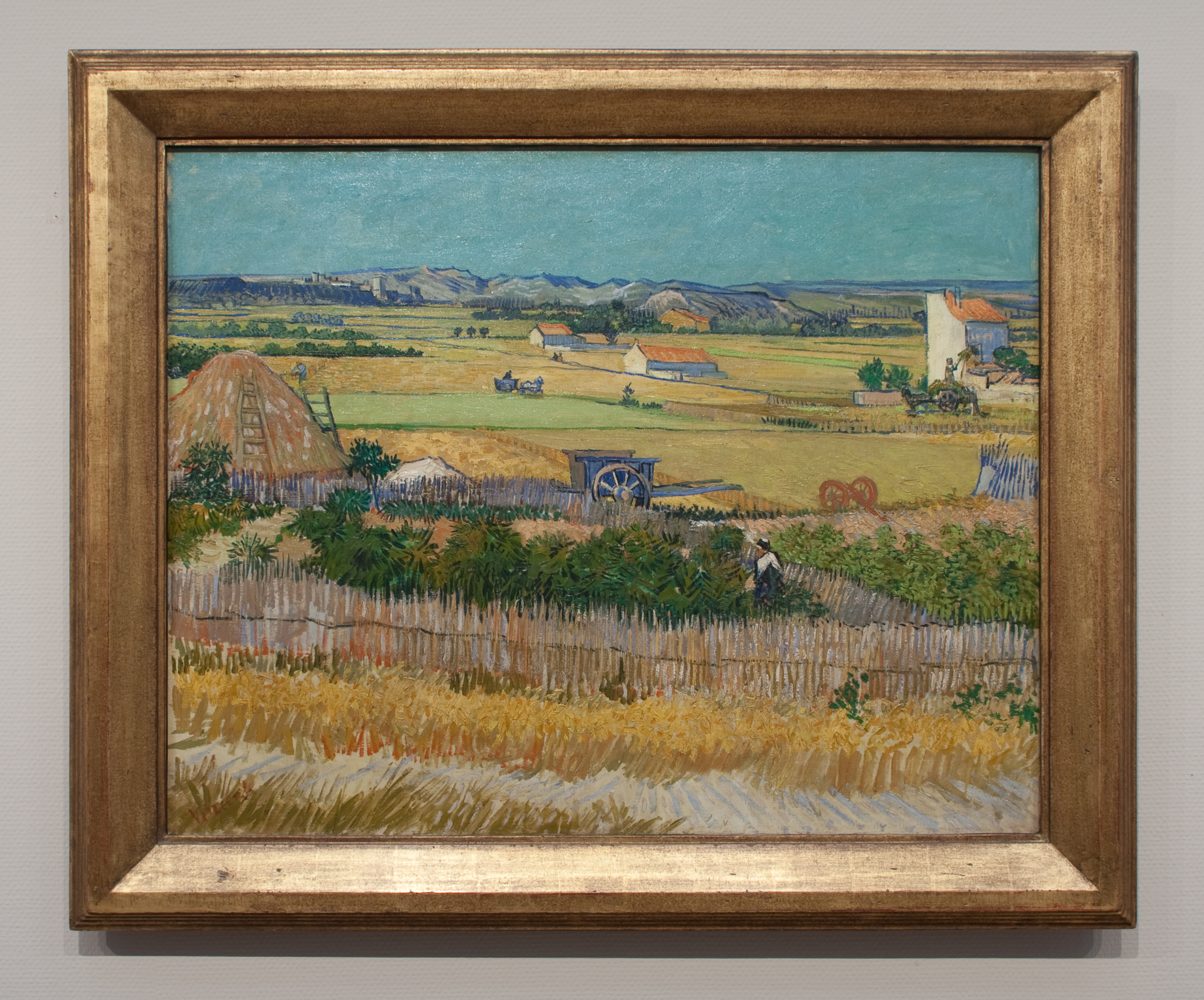
Szüret (1888)
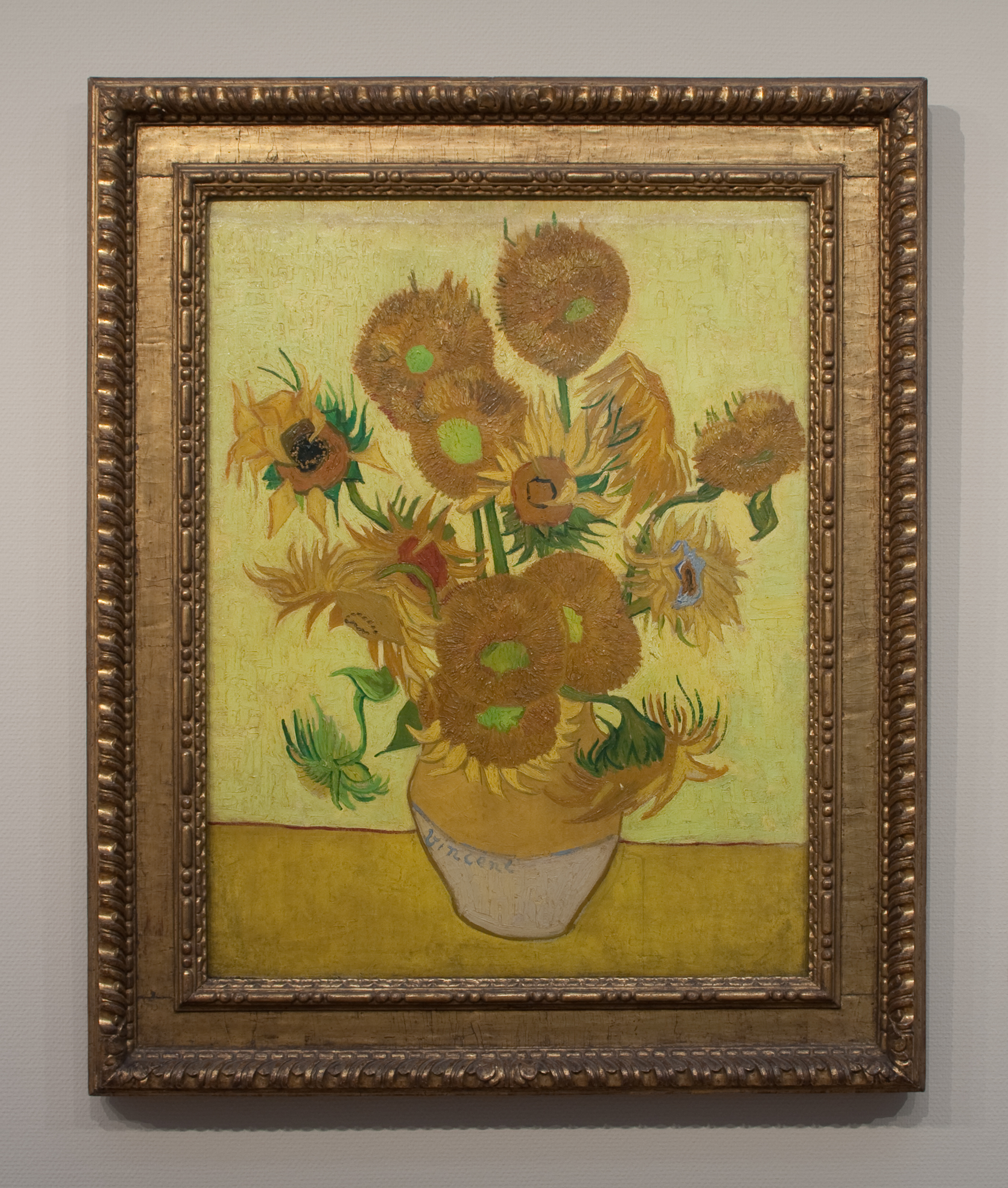
Napraforgók (1889)
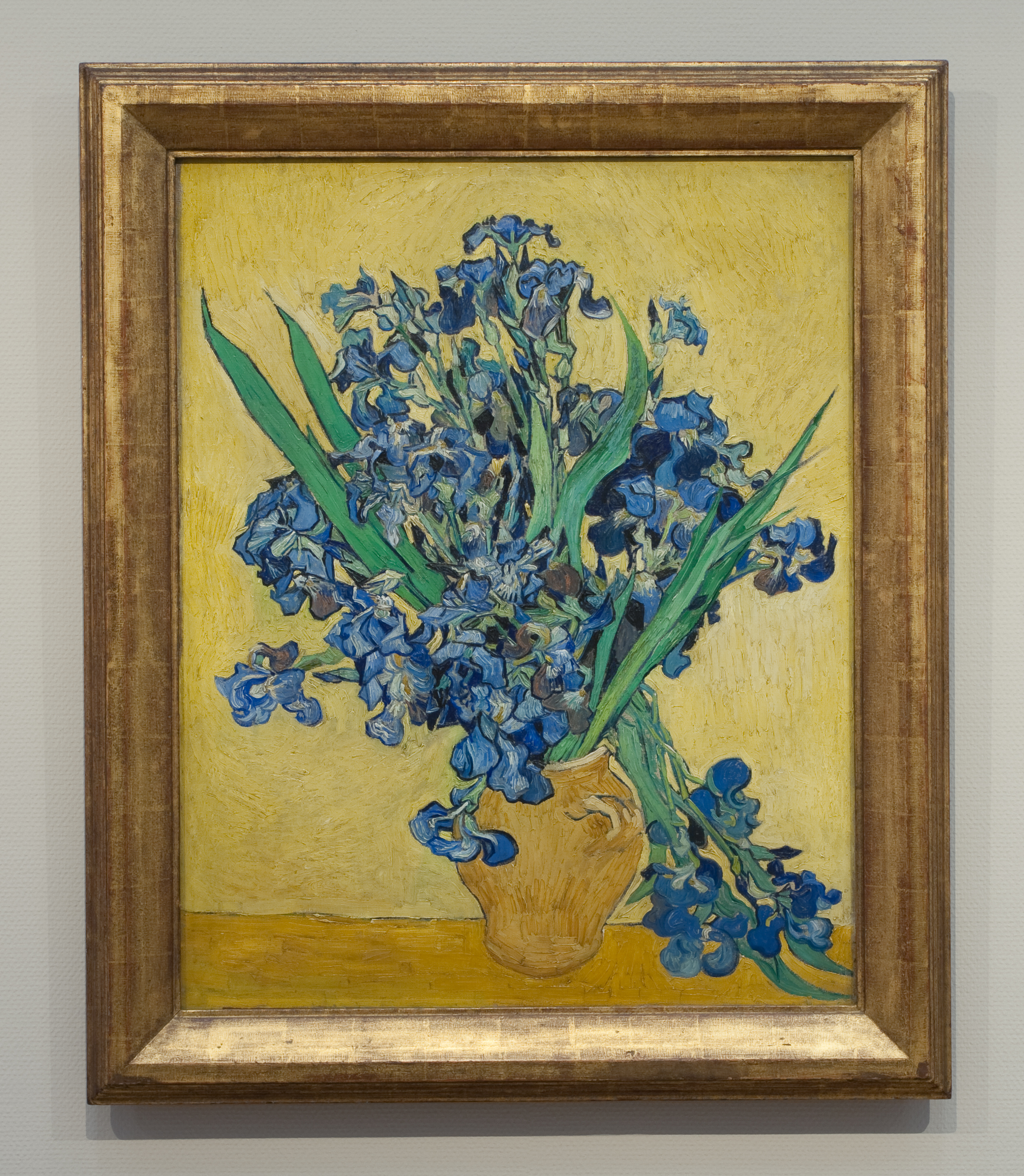
Íriszek (1890)

## Fordítás
- Ez a szócikk részben vagy egészben  a   Van Gogh Museum című holland Wikipédia-szócikk fordításán alapul.  Az eredeti cikk szerkesztőit annak laptörténete sorolja fel. Ez a jelzés csupán a megfogalmazás eredetét és a szerzői jogokat jelzi, nem szolgál a cikkben szereplő információk forrásmegjelöléseként.